# Arts (revistă)
Arts a fost o revistă săptămânală franceză fondată în 1952 de către colecționarul de artă Georges Wildenstein. Ca redactori șefi ai revistei au fost succesiv Louis Pauwels, André Parinaud și apoi Jacques Laurent.
Ea a fost o tribună a mișcării literare Les Hussards și a oferit un forum pentru noua critică cinematografică din anii 1950, în special lui François Truffaut, care l-a invitat apoi pe Jean-Luc Godard și pe partenerii săi de la revista Cahiers du cinéma.
Boris Vian, Jean Giono, Lucien Malson, Roger Nimier, Antoine Blondin, Jean-Louis Bory, Matthieu Galey, Jean-René Huguenin, Pierre Descargues și Catherine Valogne au colaborat, printre alții, la această publicație, care și-a încetat apariția în 1966.